# Uraecha oshimana
Uraecha oshimana là một loài bọ cánh cứng trong họ Cerambycidae.